# 线叶雀舌木
线叶雀舌木（学名：Leptopus lolonum）为大戟科雀舌木属下的一个种。

## 扩展阅读
- 維基物種上的相關：线叶雀舌木